# Aristaria scortea
Aristaria scortea är en fjärilsart som beskrevs av William Schaus 1913. Aristaria scortea ingår i släktet Aristaria och familjen nattflyn. Inga underarter finns listade i Catalogue of Life.